# Achaz Heinrich von Alvensleben

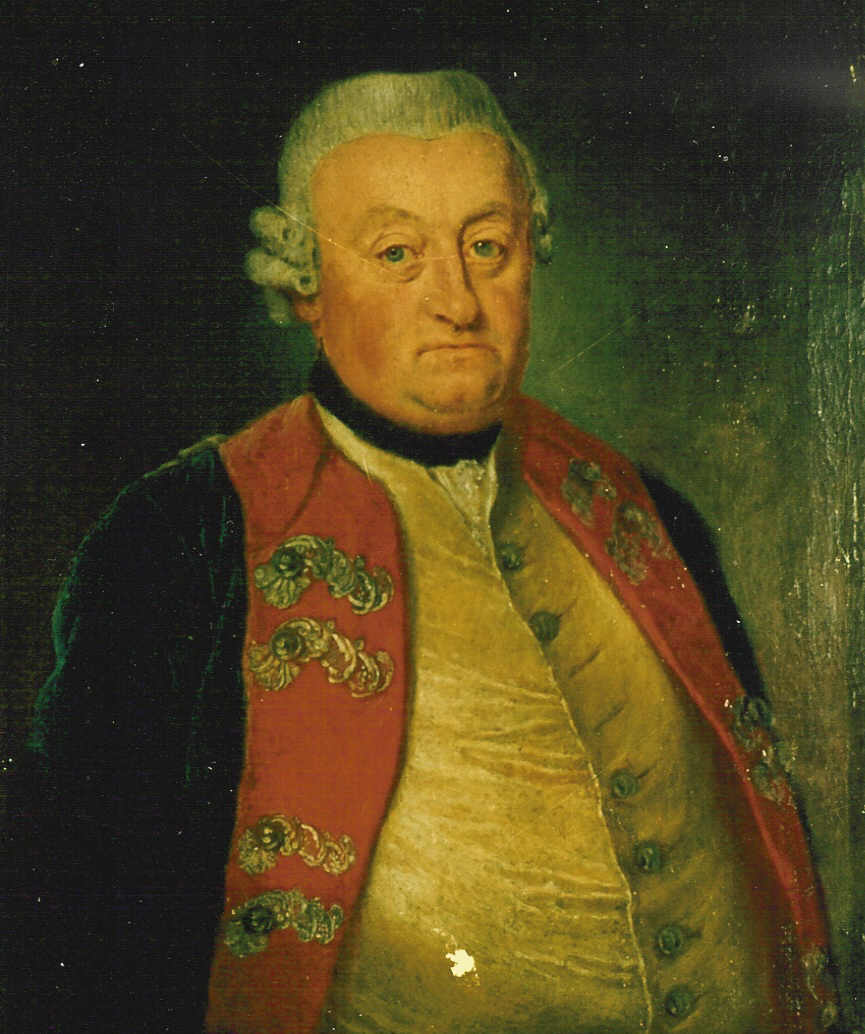
Achaz Heinrich von Alvensleben (1716–1777), Gemälde von Anna Dorothea Therbusch

Achaz Heinrich von Alvensleben (* 6. Oktober 1716 in Zichtau; † 3. April 1777 in Friedeberg, Neumark) war ein preußischer Generalmajor.

## Leben

### Familie
Er entstammt der niederdeutschen Adelsfamilie von Alvensleben und war der dritte Sohn von Friedrich Wilhelm II. von Alvensleben (1683–1752) auf Zichtau („Neue Seite“) und dessen Frau Henriette Sophia, geb. von dem Werder (1686–1750) aus Werdershausen; sein Bruder war der Magdeburger Regierungspräsident Johann Friedrich von Alvensleben. 
Er blieb unverheiratet.

### Werdegang
1733 begann er ein Studium an der Universität Halle, schlug aber 1734 eine militärische Laufbahn ein und wurde 1735 Fähnrich und 1739 Leutnant im Dragonerregiment Nr. 3. Als solcher wurde er in der Schlacht bei Mollwitz (1741) am Fuß verwundet. Die Kugel blieb bis zu seinem Tode in seinem Körper stecken. Nach der Schlacht bei Zorndorf (1758), in der ihm als Major und Kompaniechef zwei Pferde unter dem Leib weggeschossen wurden, erhielt er den Orden Pour le Mérite und die Beförderung zum Oberstleutnant. 1761 ist er bereits Oberst, 1763 Chef des Dragonerregiments Nr. 3 in Friedeberg/Neumark und 1766 Generalmajor. In dieser Stellung hatte er schwierige Aufgaben an der unruhigen preußisch-polnischen Grenze zu erfüllen. Nach der ersten polnischen Teilung (1772) war er mit seinem Regiment an der Besetzung Westpreußens beteiligt. Der König honorierte seine Leistungen 1775 mit einem Gnadengeschenk von 6.000 Talern.

## Ober- und Nieder-Alvensleben
Zwei im Jahre 1770 neu gegründete Kolonisten-Dörfer im Warthebruch südlich von Landsberg/Warthe (polnisch: Gorzów Wielkopolski) erhielten die Namen Ober-Alvensleben (polnisch: Krupcyn) und Nieder-Alvensleben nach dem Generalmajor Achaz Heinrich von Alvensleben.

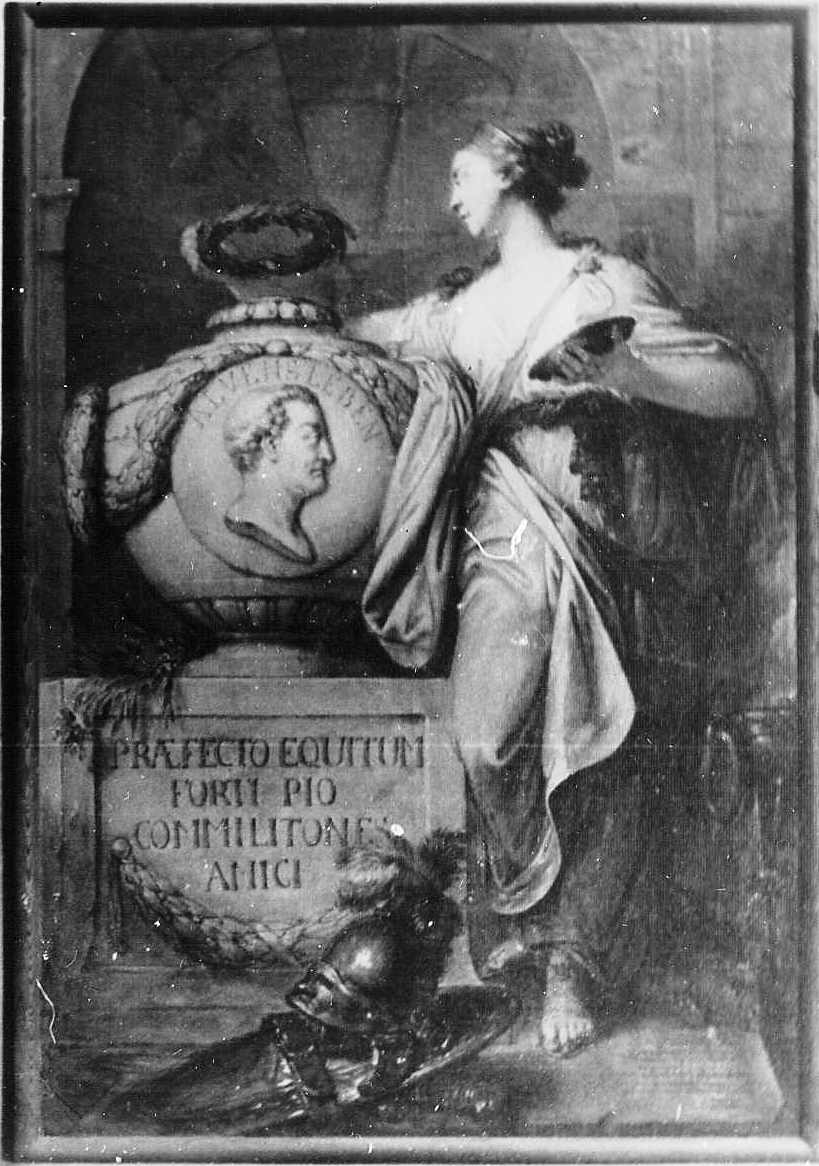
Grabdenkmal des Achaz Heinrich von Alvensleben (1716–1777), Gemälde von Bernhard Rode

## Grabdenkmal
Alvensleben starb 1777 und wurde in der Stadtkirche in Friedeberg beigesetzt. Die Offiziere seines Regimentes stifteten ihm ein Grabdenkmal. Es besteht aus einem großen allegorischen Gemälde von Bernhard Rode, in dem eine lebensgroße weibliche Gestalt – die Dankbarkeit darstellend – einer neben ihr erhöht stehenden Urne einen Kranz aufsetzt. Die Urne ist mit der Büste Alvenslebens geschmückt und trägt die Inschrift Präfecto equitum forti pio commilitones amici (= dem tapferen und frommen Reiterführer die Kameraden und Freunde). Nach der Erneuerung der Kirche 1858 kam das Gemälde nach Schloss Erxleben II, Kreis Haldensleben, und ist seit 1945 verschollen.